# Henri Romagnesi
Henri Charles Louis Romagnesi (7 de fevereiro de 1912 - 18 de janeiro de 1995) foi um micologista francês notável por seu trabalho sobre o gênero de fungos Entoloma (ou Rhodophyllus como era conhecido no início do século XX), além de uma profunda pesquisa sobre o grande gênero Russula, dos quais ele descreveu várias novas espécies.
Em sua homenagem a Société mycologique de France concede o Prix Romagnesi (Prêmio Romagnesi).